# Falzia roja
La falzia roja (Asplenium trichomanes) és una espècie de falguera de la família Aspleniaceae amb una àmplia distribució geogràfica, és també present als Països Catalans. Habita en fissures i esquerdes de roques i murs humits i a l'ombra.

## Noms comuns
Donat que és una espècie corrent als Països Catalans, rep molts noms comuns: falzia roja, costelles de paret, dauradelleta, falguera, falguera de pou, falguerola, falzia, falzia de pou, falzia negra, falzilla, falzilla roja, gitanes, herba de la pressió, herba del cordó negre, herba per al dolor de la regla, herba pigotera, sardineta, auradelleta, doradilla, falsitja roja, falsitja rotja, foguera.

## Etimologia
El nom del gènere, Asplenium, fa referència a l'ús terapèutic durant l'Edat Mitjana, Asplenium seria una adaptació llatina del grec "splen" (melsa); trichomanes és l'epítet específic i prové de la paraula grega: τριχομανεϛ, trichomanes que és el nom grec per a les falgueres.

## Característiques
Falguera perennifòlia, de mida molt variable (10-50 cm), amb rizoma curt. Els seus esporangis maduren al llarg de tot l'any.

## Distribució
Habita a Europa i gran part d'Àsia amb una població al Iemen. Apareix també a parets d'Àfrica, a Indonèsia i sud-est d'Austràlia fins a Hawaii. Es troba a Amèrica del Nord i Amèrica Central, a Cuba i el nord i oest d'Amèrica del Sud.

## Subespècies
Dintre d’aquesta espècie s’han descrit algunes subespècies que creen un conjunt de tàxons difícils d’escatir degut a fenòmens de poliploïdia i hibridació entre ells.
La flora dels PPCC, editada als anys 90, només esmentava de passada l’existència de dues subespècies, puntualitzant que Mallorca era el lloc on vivien totes dues. Flora Iberica en canvi ja contempla l’existència de quatre subespècies diferents.
Actualment sembla que a la península Ibèrica es comptarien 6 taxons, tots ells presents als PPCC. Dos d’ells són tàxons diploides (A.t. subsp trichomanes i A.t. subsp inexpectans) que prefereixen tipus de sòls diferents i que  es diferencien prou bé amb caràcters morfològics. A més es reconeixen quatre subespècies més que són tetraploides (les subespècies quadrivalens, hastatum, pachyrachis i coriaceifolium). Semblaria que hi hauria també alguna forma que seria hexaploide.
- A. trichomanes subsp. trichomanes L.(1753) prefereix sòls àcids i pedres sorrenques, basalt i granit.
- A. trichomanes subsp. quadrivalens D.E.Mey. (1962) prefereix roques calcàries i la dolerita.
- A. trichomanes subsp. pachyrachis (Christ) Lovis & Reichst.(1980)  es troba principalment en roques calcàries i en murs.
- Asplenium trichomanes subsp. inexpectans Lovis(1964)  viu en escletxes de roques calcàries ombrívoles i és un tàxon molt rar als PPCC que està catalogat com en perill d'extinció al Catàleg de flora amenaçada de Catalunya.[10]
- Asplenium trichomanes subsp. hastatum(Christ) S.Jess.(1995)
- Asplenium trichomanes subsp. coriaceifolium Rasbach, K.Rasbach, Reichst. & Bennert (1990)
- Asplenium trichomanes subsp. hexavalens

La subespècie pachyrachis és força diferent de les altres, fins al punt que hom considera que és una espècie diferent (Asplenium csikii Kümmerle & András). Les frondes arriben a 18 cm i les pinnes són més o menys lanceolades (2 a 4 vegades més llargues que amples), simètriques i amb el marge més o menys serrat.
L’altre tàxon fàcil de distingir és la  subespècie coriaceifolium que te els folíols coriacis (endurits i amb textura semblant al cuir). A més les pinnes presenten una aurícula basal. Hom considera aquest tàxon una espècie diferent d’A.trichomanes (Asplenium azomanes Rosselló, Cubas & Rebassa).

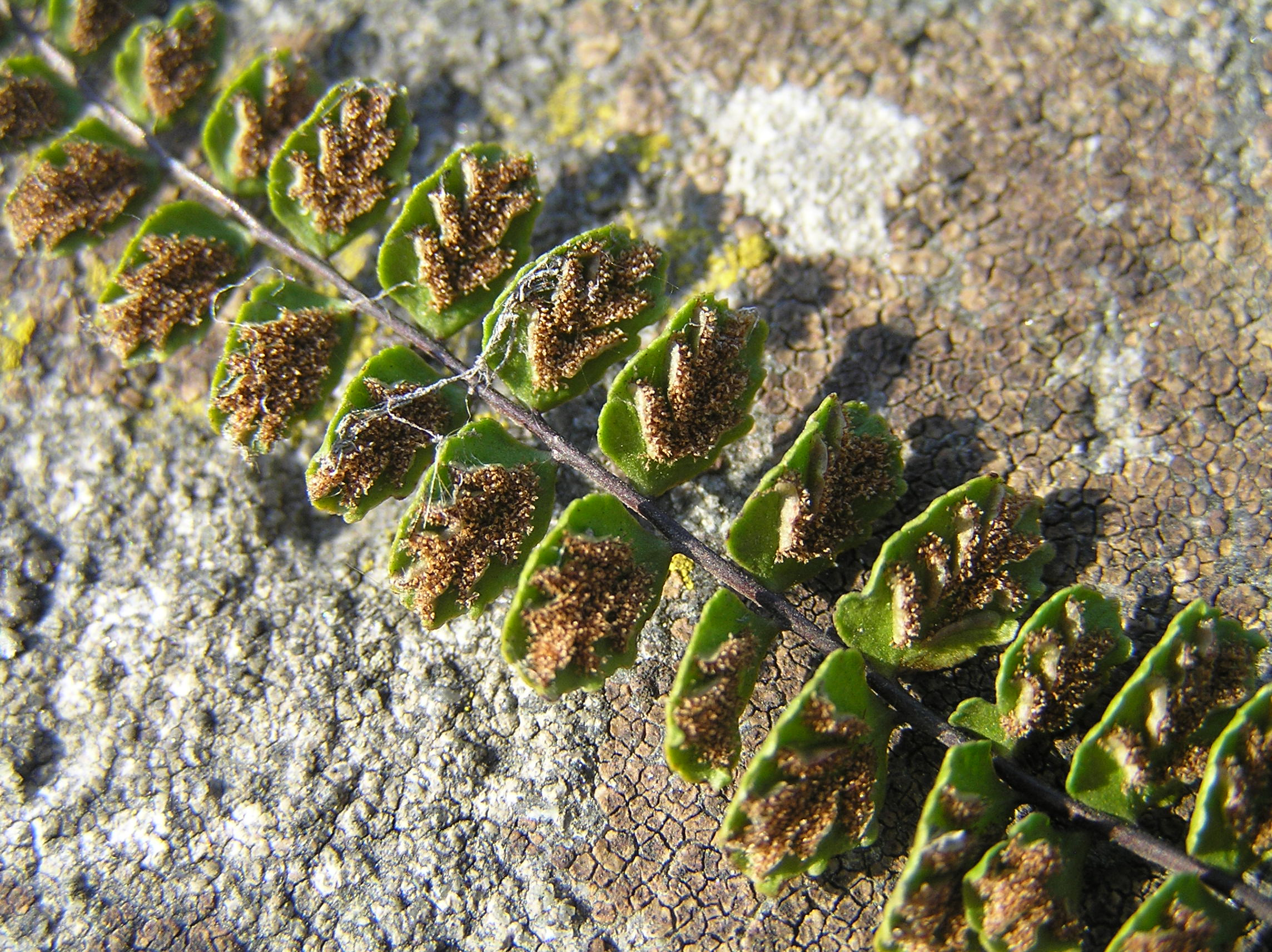
Detall dels esporangis
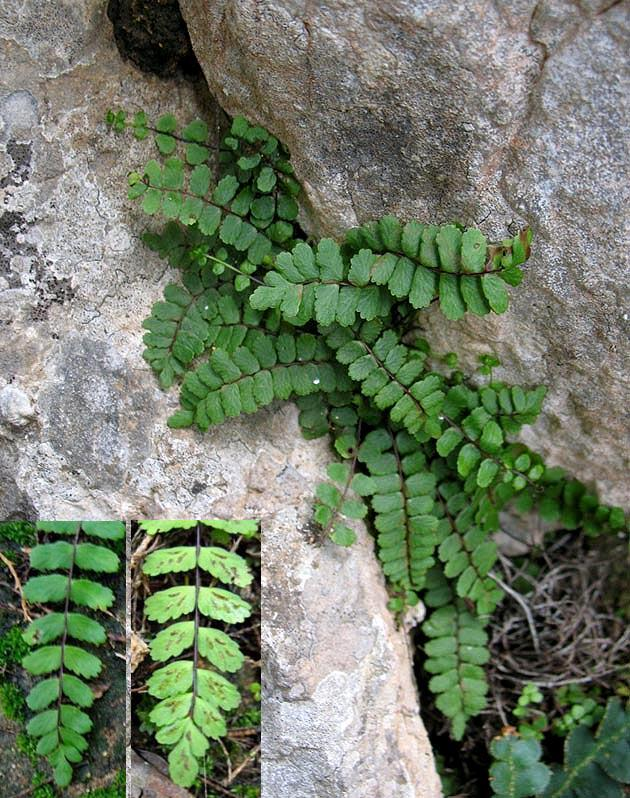
Vista general i detall de les fulles